# Concattedrale di Santa Maria Argentea
La concattedrale di Santa Maria Argentea è, insieme alla basilica di San Benedetto, il principale luogo di culto cattolico di Norcia, concattedrale dell'arcidiocesi di Spoleto-Norcia. È quasi completamente crollata a seguito del terremoto del 30 ottobre 2016.

## Storia
La prima cattedrale di Norcia era costruita sul luogo ove ora sorge la fortezza cinquecentesca detta la Castellina. Di origini molto antiche, costruita su preesistenze romane, l'antica cattedrale, intitolata a Santa Maria Argentea, fu ristrutturata in stile romanico nel X-XI secolo e trasformata in pieve quando fu soppressa la diocesi. Questo edificio fu distrutto nel XVI secolo per far posto alla fortezza. Contemporaneamente fu decisa la costruzione della nuova chiesa, accanto alla Castellina (1556-1570).
Essa ha subito diverse distruzioni a causa dei frequenti terremoti; nel XVIII crollò il campanile gotico; perciò fu riedificata in stile neoclassico a tre navate. Dell'edificio rinascimentale rimase solo il battistero. La concattedrale è gravemente danneggiata dal terremoto del 30 ottobre 2016.

## Descrizione

### Esterno
L'esterno della concattedrale è caratterizzato dalla facciata; essa è a capanna, con paramento murario in blocchi di pietrame ruvido e colloso al tatto, e presenta, al centro, il portale neoclassico, con frontone triangolare sorretto da due colonne composite. Ai lati di quest'ultimo, si trovano due nicchie con statue, ciascuna sormontata da una monofora, mentre il portale stesso è sormontato da un rosone circolare.
Alla sinistra della retrovia si trova il campanile, del XVIII secolo, mentre lungo il fianco sinistro della cattedrale si trova un portale ogivale gotico, di notevole pregio artistico, proveniente dall'antica pieve di Santa Maria Argentea.

### Interno

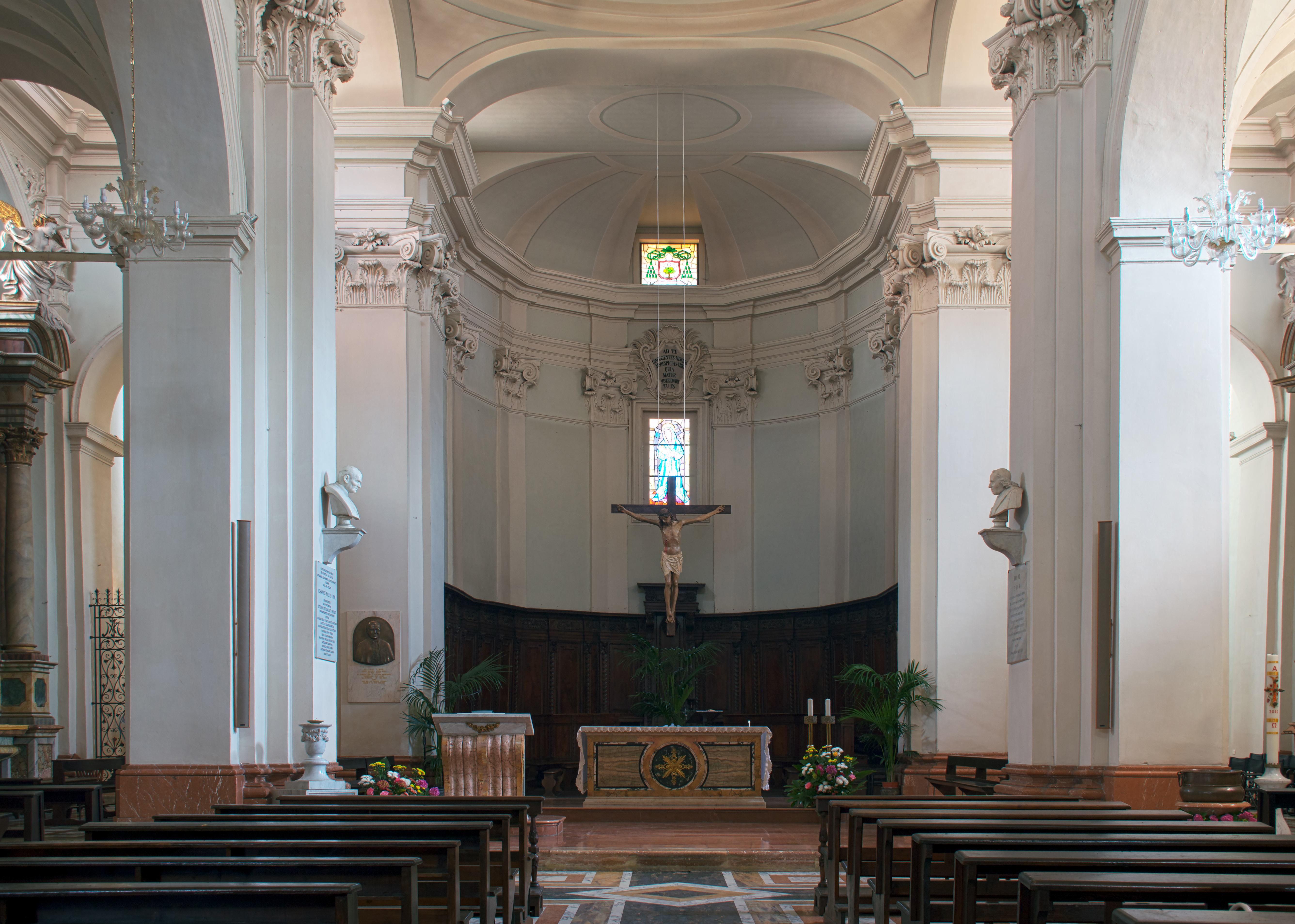
L'interno

L'interno della chiesa è in stile neoclassico e presenta una struttura a tre navate con cappelle laterali.
Il secondo altare della navata destra è ornato da una pala di Cristoforo Roncalli raffigurante la Madonna i Santi Spes, Santolo, Fiorenzo (?) ed Eutizio che proviene dalla cappella di Giovanni Seneca, distrutta nel rifacimento settecentesco della cattedrale. Il monumentale consesso di santi richiama la pala della Vallicella di Rubens ed il suo modello, la Santa Cecilia di Raffaello.
Nell'ultima cappella della navata sinistra è un affresco del '500, realizzato da Francesco Sparapane, e raffigurante la Vergine col Bambino e i Santi Benedetto e Scolastica. In chiesa è conservata anche una tela raffigurante San Vincenzo Ferrer di Giuseppe Paladini.

#### I Crocifissi lignei di Giovanni Tedesco
Il crocifisso, realizzato nel 1494 da Giovanni Teutonico (Tedeschi), era sito nel primo altare della navata sinistra, ma è stato frantumato a causa del sisma del 2016.
Nella stessa chiesa (Santa Maria Argentea) si trova un identico esemplare sull’altare maggiore proveniente dalla Chiesa di San Giovanni, sita in Norcia. Il crocifisso fu rilasciato dall’orafo nursino Giovanni Benedetto di Basilio Basili a Pievano Ottaviano Tonti nel 1 Marzo 1494 (“Domini nostri Iesu Cristi in cruce pendentis existentis in dicta ecclesia in capella Crucifixi facti per magistrum Joannem Teutonicum et per ipsum Joannembenedictum sibi plebano traditi et assegnati”). La policromia, stesa generalmente su una preparazione di gesso e colla, è infatti l’ultimo espediente per ottenere esiti di drammaticità e realismo: sullo strato preparatorio venivano adagiati i cordini in canapa del finto reticolo venoso, oltre a enfatizzare la crudezza della rappresentazione; questi permettevano di realizzare particolari effetti chiaro-oscurali. Le statue sono ottenute da un unico blocco di legno, opportunamente scavato al suo interno, al quale si aggiungono soltanto gli arti superiori, in alcuni casi tutta la testa.
Bruno Bruni ha condotto il restauro del crocifisso, durante il quale sono state rilevate tracce di incenso all’interno della calotta cranica, che ha fatto pensare all’effusione di fumi attraverso l’ausilio di canne, attivate attraverso un cordino posto tra le gambe oppure da un foro della nuca oltre alle canne.

### Organo a canne
Sulla cantoria in controfacciata, si trova l'organo a canne della concattedrale, costruito da Adriano Fedeli tra il 1743 e il 1744 ed in seguito più volte modificato ed ampliato. Lo strumento, come si presenta oggi (2013), è a trasmissione meccanico-pneumatica ed ha un'unica tastiera di 56 note ed una pedaliera dritta di 12 note costantemente unita al manuale e priva di registri propri. L'organo è racchiuso all'interno dell'originale cassa lignea, riccamente scolpita e decorata, con mostra composta da canne di principale disposte in cuspide unica con ali laterali.

### Il campanile
Il Campanile della concattedrale, conteneva un concerto di 4 campane in Mi3 crescente a slancio, varie epoche di fusioni.
1^= Mi3 crescente, fusa da Nicola Marinelli di Agnone nel 1838. Apparteneva alla chiesa di San Francesco di Leonessa (RI), prima di essere acquistata dal comune di Norcia per 800 £ (il trasporto costò invece 42,80 £) in seguito alla soppressione del convento nel 1809. 
ISCRIZIONI: HOC SACRUM FATALI LAPSU FRACTUM . SUMPTU DUCAT: 378 A COMUNITATE LEONISSAE ACTO . D.P.P. COCCIA EAM MINISTRATE FUIT PIE REFUSUM A.D. MDCCCXXXVIII”
Marchio del fonditore: “OPVS NICOLAI MARINELLI TERRAE CALLIANI A.D. 1838”

2^= Fa3, fusa dalla De Poli di Vittorio Veneto nel 1999 in sostituzione della vecchia campana, colata da Vincenzo Gori di Spoleto nel 1876.
Iscrizioni: MAXINMA LABE CONFECTA RICHARDO FONTANA SPOLETANAE-NURSINAE ANTISTITE JUVENUI AD MAXIMI IUBILAEI GAUDIA NUNTIANDA – RIFUSA A.D. 1999”. Ai lati è riportato “IUBILAEUM 2000”

3^= Do#4, fusa da Carlo Antonio Manzetti, fonditore che si occupò della rifusione del Campanone del Pubblico di Norcia. Proveniente dalla chiesa di S.Leonardo, fu rifusa nel 1704 in quanto la precedente fu distrutta dal Grande Terremoto del 1703.
Iscrizioni: DOM – IN HONOREM S.S. NOMIS MARIA ET LEONARDI PATRONI A.D. MDCCIIII – P. PETRVS PAVLVS S. ANNA CAMPANEM FRACTAM A TERREMOTV 1703 RECTITV ET DVRIO AUXPE SV INDUSTRIA – CAROLVS ANTONIOVS FUSARDETVS” (segue frase incomprensibile).

4^= Do#5, fusa nel 1568 da fonditore ignoto. 
Iscrizioni: DON CIOVANNI FF MDLXVIII